# GALEX
GALEX (англ. Galaxy Evolution Explorer — дослідник еволюції галактик) — космічний телескоп, що працює в ультрафіолетовому діапазоні, запущений на орбіту 28 квітня 2003 р. Ракета Пегас вивела GALEX на майже колову орбіту висотою близько 697 км з нахилом до площини земного екватора 29°.
Перші спостереження було присвячено команді загиблого космічного корабля Колумбія. Їх було здійснено 21 травня 2003 р. й отримано зображення ділянок неба у напрямку сузір'я Геркулеса. У цьому напрямку рухалася Колумбія в момент свого останнього контакту з центром керування польотами NASA.

## Космічний апарат
Космічний корабель був стабілізований по трьох осях, живлення надходило від чотирьох фіксованих сонячних панелей . Супутникова шина від Orbital Sciences Corporation на основі OrbView 4 . Телескоп був 50 см (20 в) Модифікований Річі–Кретьєна з обертовою грізмою . GALEX використав перший в історії дихроїчний дільник променя ультрафіолетового світла, запущений у космос, щоб направити фотони на мікроканальні пластинчасті детектори ближнього УФ (175–280 нанометрів) і далекого УФ (135–174 нанометрів). Кожен із двох детекторів має 65 мм (2,6 в) діаметр. Цільова орбіта 670 км (420 mi) круглий і нахилений під 29,00° до екватора.

## Місія
Дослідник еволюції галактик (GALEX), який досліджував походження та еволюцію галактик, а також походження зірок і важких елементів у діапазоні червоного зсуву Z від 0 до 2. GALEX провів огляд зображення всього неба, глибоке дослідження зображення та огляд 200 галактик, найближчих до галактики Чумацький Шлях . Крім того, GALEX виконав три спектроскопічні дослідження в діапазоні 135–300 нанометрів . Місія GALEX була запланована на 29 місяців і є частиною програми Small Explorer (SMEX).
Перше спостереження було присвячене екіпажу космічного човника "Колумбія" і являло собою зображення сузір'я Геркулеса, зроблені 21 травня 2003 року. Цей регіон було обрано тому, що він знаходився безпосередньо над шатлом під час його останнього контакту з Центром управління польотами НАСА в Х'юстоні, штат Техас.
Після основної місії, яка тривала 29 місяців, спостереження було продовжено. У 2009 році один з його детекторів, який спостерігав у далекому ультрафіолетовому світлі, перестав працювати. Наприкінці місії було дозволено спостереження більш інтенсивних УФ-джерел, включаючи поле Кеплера.
Спостереження було подовжено майже до 9 років, а NASA перевело його в режим очікування 7 лютого 2012 року NASA припинило фінансову підтримку діяльності GALEX на початку лютого 2011 року, оскільки його рейтинг був нижчим за інші проекти, які вимагали обмеженого фінансування. Вартість життєвого циклу місії для NASA склала 150,6 мільйонів доларів США. Каліфорнійський технологічний інститут (Caltech) домовився про передачу контролю над GALEX і пов’язаним з ним наземним обладнанням для керування Каліфорнійським технологічним інститутом відповідно до Закону про технологічні інновації Стівенсона-Відлера . Відповідно до цього Закону, надлишкове дослідницьке обладнання, що належить уряду США, може бути передане навчальним закладам і некомерційним організаціям. 17 травня 2012 року операції GALEX були передані Каліфорнійському технологічному інституту.
28 червня 2013 року NASA вивело з експлуатації GALEX. Очікується, що космічний корабель залишатиметься на орбіті щонайменше 65 років, перш ніж знову увійде в атмосферу.

## Наукова місія
Телескоп проводив спостереження в ультрафіолетових хвилях, щоб виміряти історію утворення зірок у Всесвіті на 80% шляху до Великого вибуху . Оскільки вчені вважають, що Всесвіту приблизно 13,8 мільярдів років, місія вивчала галактики та зірки приблизно за 10 мільярдів років космічної історії. 
Місія космічного корабля полягала в спостереженні за сотнями тисяч галактик з метою визначення відстані кожної галактики від Землі та швидкості утворення зірок у кожній галактиці. Випромінювання ближнього УФ (NUV) і далекого УФ (FUV), виміряні GALEX, можуть вказувати на наявність молодих зірок, але також можуть походити від старих зіркових популяцій (наприклад, зірок sdB ).
У партнерстві з Лабораторією реактивного руху НАСА (JPL) у місії були Каліфорнійський технологічний інститут, Orbital Sciences Corporation, Каліфорнійський університет, Берклі, Університет Йонсей, Університет Джонса Хопкінса, Колумбійський університет і Лабораторія астрофізики Марселя, Франція .
Обсерваторія брала участь у GOALS разом із космічним телескопом Spitzer, рентгенівською обсерваторією Chandra та космічним телескопом Hubble. GOALS означає Great Observatories All-sky LIRG Survey, а яскраві інфрачервоні галактики досліджувалися на кількох довжинах хвиль, дозволених телескопами.

## Наукові цілі
Основною метою Galaxy Evolution Explorer було дізнатися, які фактори викликають утворення зірок у галактиках; як швидко утворюються, еволюціонують і вмирають зірки; і як у зірках утворюються важкі хімічні елементи. Додаткові цілі включають:
- Визначення швидкості формування зірок у кожній галактиці
- Визначення того, коли і як утворилися зірки, які ми бачимо сьогодні
- Створення першої карти ультрафіолетового Всесвіту
- Допомога вченим у пошуку та розумінні яскравих ультрафіолетових квазарів. Ці об’єкти можуть служити фоновими джерелами для космічного телескопа Хаббл і FUSE, оскільки він досліджує гази, з яких галактики утворюють зірки.

Для досягнення поставлених цілей Galaxy Evolution Explorer проведе вісім досліджень, згрупованих у дві широкі категорії – дослідження локального всесвіту та дослідження історії утворення зірок. Дослідження локального всесвіту включає наступні чотири дослідження: 
- Огляд зображень всього неба – буде розглянуто все небо та розроблено вичерпний каталог ультрафіолетових зображень галактик, корисних для картографування розподілу зореутворення в локальному Всесвіті
- Огляд сусідніх галактик – вивчатиме близько 150 близьких галактик, знайомих вченим, щоб зрозуміти, як утворилися зірки в окремих галактиках
- Спектроскопічний огляд широкого поля – аналізує довжини світлових хвиль галактик у широкій смузі неба
- Середній спектроскопічний огляд – досліджуватиме світлові властивості галактик у більш вузькій частині неба

Дослідження історії утворення зірок візьме інформацію, зібрану під час дослідження локального всесвіту, і застосує її до більш віддалених галактик, дивлячись далі в минуле. Він включає наступні чотири опитування:
- Огляд глибоких зображень – розглядатиметься частина неба для вивчення розподілу зореутворення у глибокому Всесвіті
- Глибинний спектроскопічний огляд – пошук найвіддаленіших галактик
- Надзвичайно глибока зйомка – буде дивитися якомога глибше на дуже малу ділянку неба
- Огляд із зображеннями середнього розміру – вивчатиме утворення зірок у галактиках за межами нашого локального космічного сусідства, але не так глибоко, як огляд із глибокими зображеннями

## Технічні характеристики телескопа
Телескоп мав 50 см (20 in) первинний діаметр апертури, у конфігурації телескопа Річі–Кретьєна f/6.0. Він може бачити світлові хвилі довжиною від 135 нанометрів до 280 нм, з полем зору шириною 1,2° (більше, ніж повний місяць). Він мав сонячні батареї з арсеніду галію (GaAs), які постачали майже 300 Вт на космічний корабель.

## Експеримент

### Ультрафіолетовий телескоп
GALEX оснащено одним телескопом Річі–Кретьєна з f/6.0 і 50 см (20 в) первинний діаметр, а 22 см (8,7 в) вторинне дзеркало. Розділювачі променя направляють компоненти ближнього УФ (NUV) і далекого УФ (FUV) на окремі фотоелектричні детектори діаметром 6.5 см (2,6 в) . У кожному фотоелектрони розмножуються мікроканальною пластиною та детектуються анодною сіткою. Сітка дозволяє визначити точне місце удару електрона за часом затримки кожного імпульсу на двох кінцях. Телескоп має поле зору (FoV) 1,2° і роздільну здатність п’ять кутових секунд, і дозволяє отримати зображення або спектральний склад окремої зірки/галактики за допомогою обертового колеса, що містить прозоре вікно та Грізм (Грізм – це щось середнє між решіткою і призмою).

## Галерея

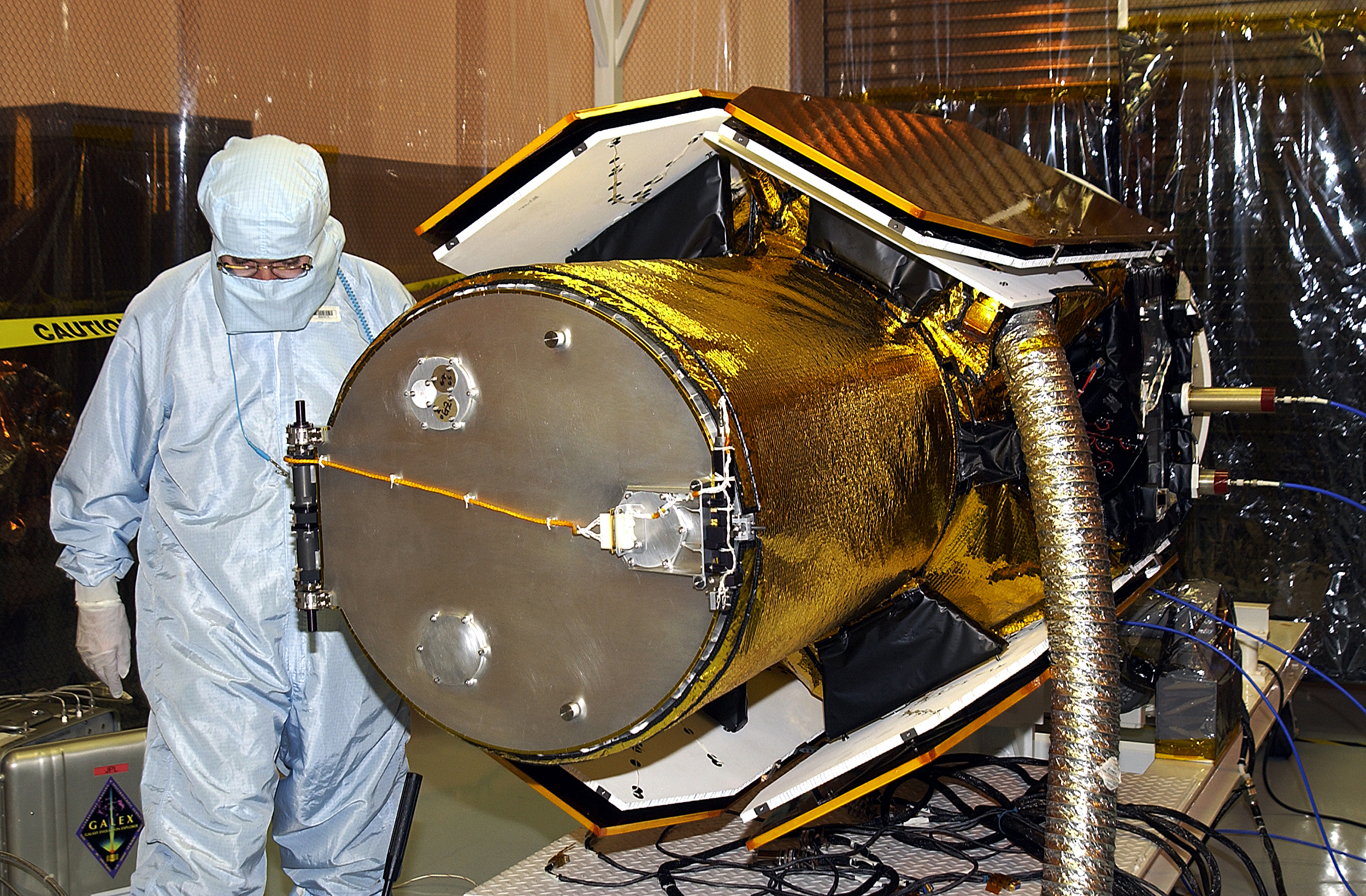
Тестування GALEX перед запуском
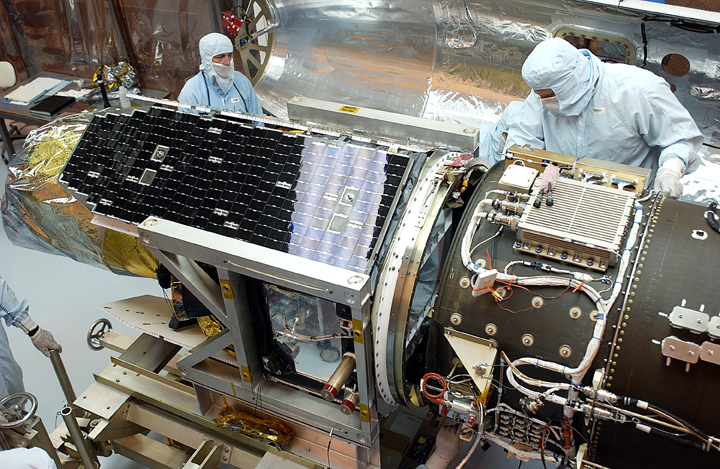
GALEX встановлюють на ракету Пегас XLt
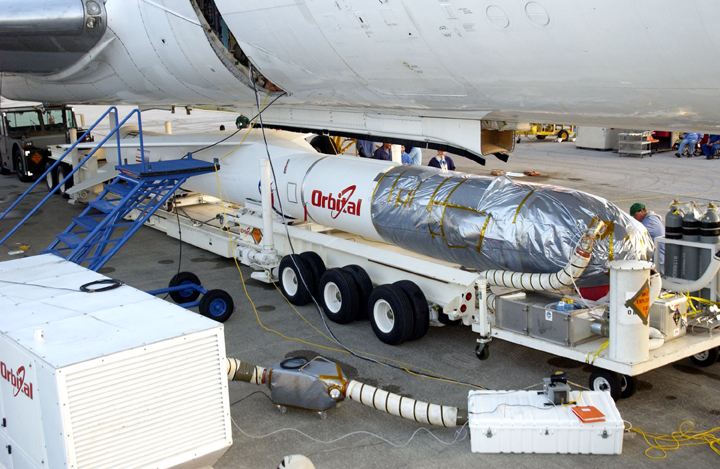
Ракета Пегас XL разом з космічним телескопом GALEX прикріплюють до L-1011 Stargazer
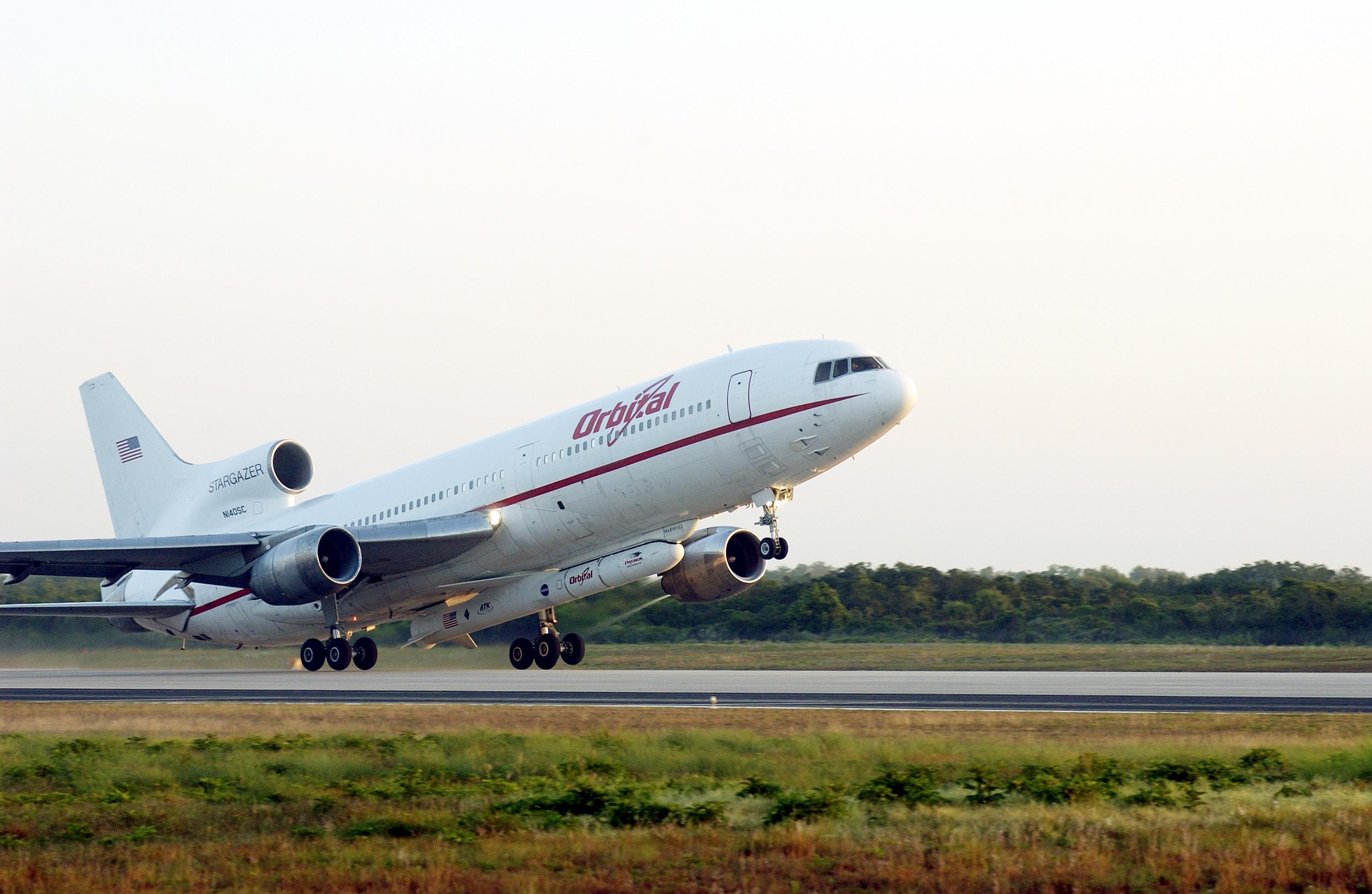
Lockheed L-1011 Stargazer на злеті разом з прикріпленим знизу телескопом GALEX